# Hirschberg (Saale)
Hirschberg é uma cidade da Alemanha localizada no distrito de Saale-Orla, estado da Turíngia.